# 頸城山塊
頸城山塊（くびきさんかい）は、関川以西で姫川以東、新潟県と長野県との境に連なる山域の総称。「頸城アルプス」あるいは「妙高連峰」と呼ばれることもある。主要な火打山、妙高山、焼山は「頸城三山」と呼ばれる。

## 概要
この山塊は1956年（昭和31年）7月10日に、上信越高原国立公園に追加指定され、2015年（平成27年）3月27日には分離して妙高戸隠連山国立公園となった。一帯は高山植物に恵まれており、チシマザクラの南限とされている。富士火山帯の最北端に位置し、外輪山を擁する妙高山や活火山の新潟焼山がある。このため周辺には、多くの温泉がある。一帯は有数の豪雪地帯であり、山麓には多くのスキー場が開設されている。

## 動植物
火打山の頂上付近のハイマツ帯にはライチョウ（雷鳥）、高谷池などにはハコネサンショウウオ、山麓にはツキノワグマ及びノスリやゴジュウカラなどの非常に多くの野鳥が生息している。
| ライチョウ | ツキノワグマ | ノスリ | ゴジュウカラ |
| ---------- | ------------ | ------ | ------------ |
|            |              |        |              |

- 高山帯（標高2,200m以上）には、ハイマツや多く高山植物が自生している[3]。
- 亜高山帯（1,650mから2,200m）には、ナナカマド、ダケカンバ、オオシラビソの樹林帯である。火打山の高谷池や天狗の庭には池塘があり、ハクサンコザクラ、イワイチョウなどの高山植物の群生地がある[4]。
- ブナ帯（1,000mから1,650m）には、ブナ、ミズナラ、カエデ、シラネアオイなどが見られる。
- 低地帯（600mから1,000m）には、カラマツ、スギなどの針葉樹の植林、シラカバ、クマザサなどが分布している。

| ハイマツ | ハクサンコザクラ | オオシラビソ | ブナ | ミズナラ | シラネアオイ |
| -------- | ---------------- | ------------ | ---- | -------- | ------------ |
|          |                  |              |      |          |              |

## 地理

### 主な山
| 雨飾山 | 焼山 | 火打山 | 妙高山 |
| ------ | ---- | ------ | ------ |
|        |      |        |        |

広義には戸隠連峰（戸隠山、高妻山）や黒姫山を含めることもある。

### 周辺の峠
山塊の稜線は複雑に連なっていて、いくつかの峠の名称が付けられている。
- 大倉乗越（大倉山と黒沢ヒュッテとの鞍部）
- 胴枝乗越（影火打と焼山との鞍部）
- 富士見峠（焼山と裏金山との鞍部）
- 乙見山峠（薬師岳と松尾山との鞍部）
- 湯峠（雨飾山と大渚山）

### 源流の河川
山塊を源とする川は、すべて日本海へ流れる。
- 関川
  - 矢代川
- 能生川
- 早川
- 海川
- 中谷川（姫川水系）

### 周辺の温泉
妙高山の東側に山麓には、多数の温泉地があり、「妙高温泉郷」と呼ばれている。また雨飾山山麓にも温泉地がある。
- 関温泉
- 燕温泉
- 赤倉温泉
- 池ノ平温泉
- 笹倉温泉
- 雨飾温泉
- 小谷温泉

### 周辺のスキー場
山麓には多くのスキー場があり、春先に山スキーで利用されることもある。一部のスキー場は、休業したり廃業したりしている。
- 赤倉温泉スキー場
- 池の平温泉スキー場
- 糸魚川シーサイドバレースキー場
- シャルマン火打スキー場
- 関温泉スキー場
- 妙高杉ノ原スキー場

## 関連画像

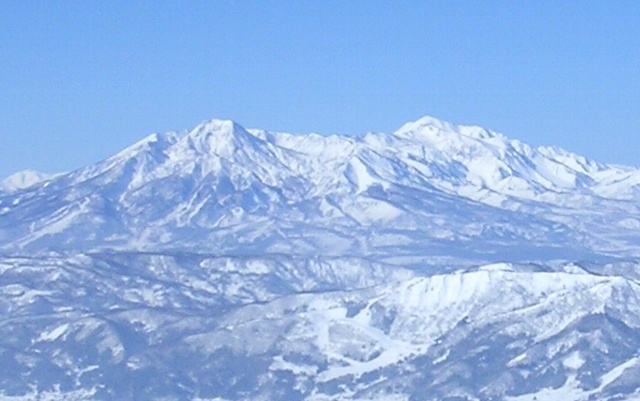
野沢温泉スキー場から望む妙高山と火打山
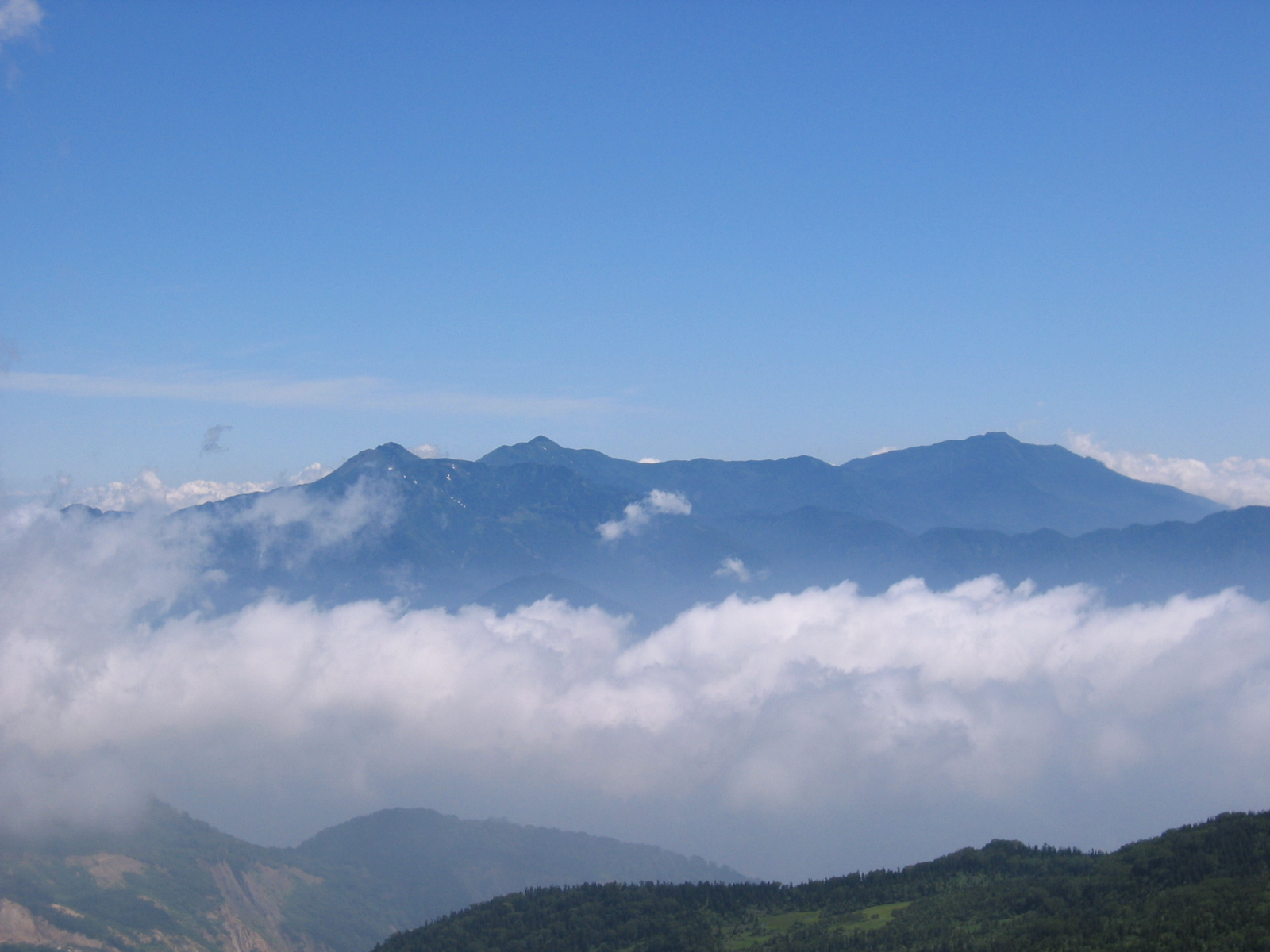
白馬乗鞍岳から望む 頸城山塊
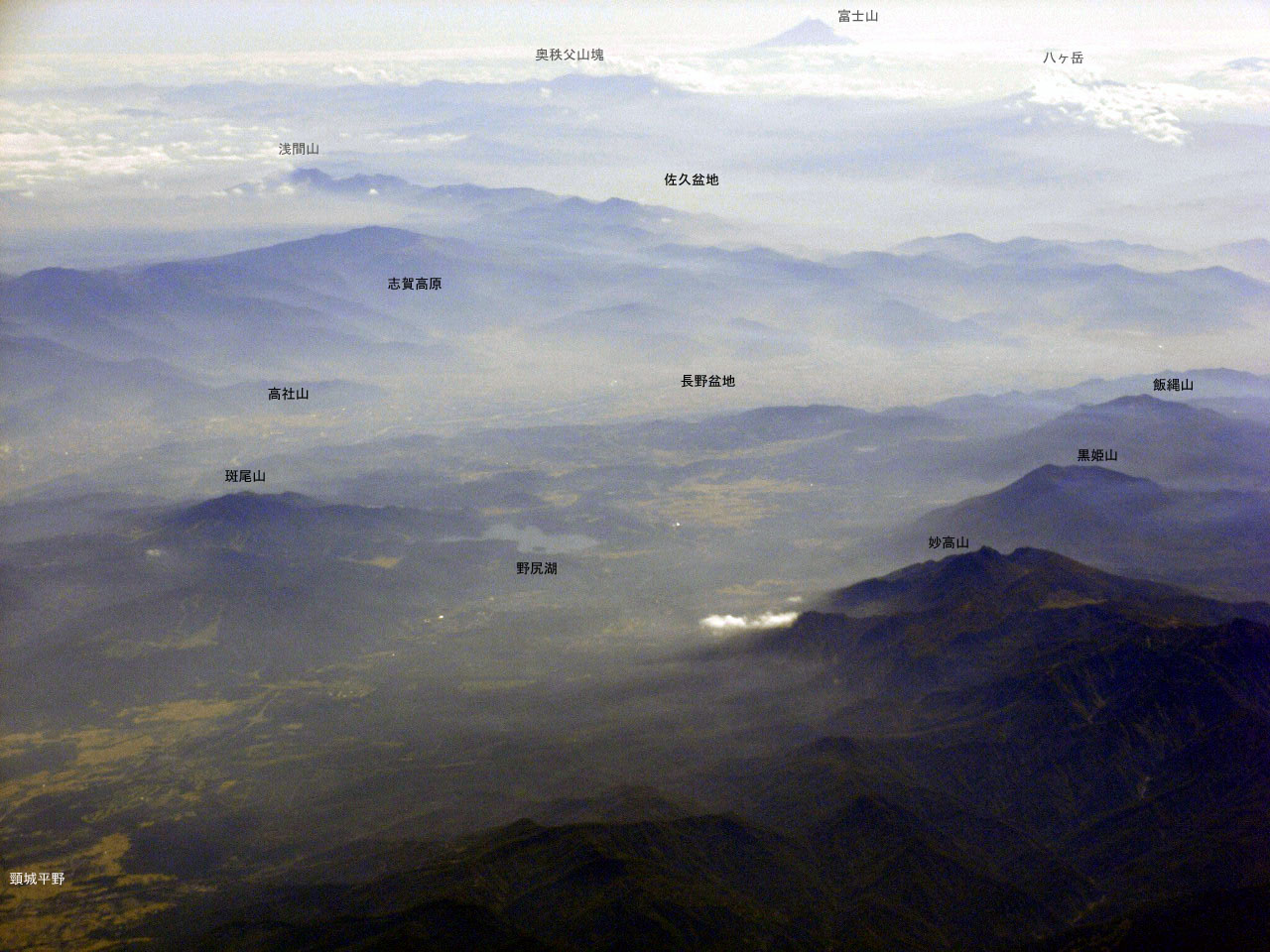
上空から望む 頸城山塊と長野盆地 奥に富士山
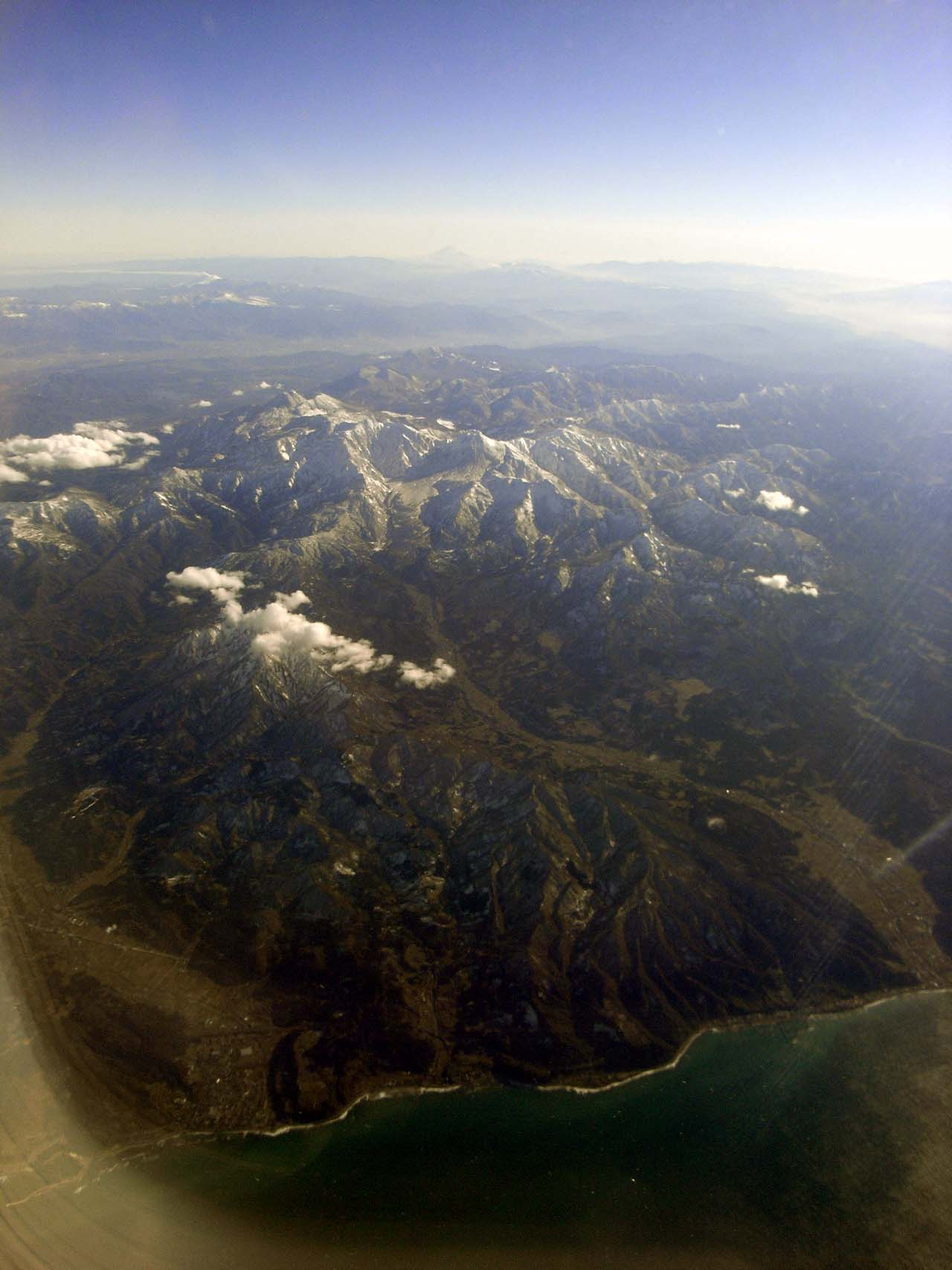
上空から望む 日本海と頸城山塊
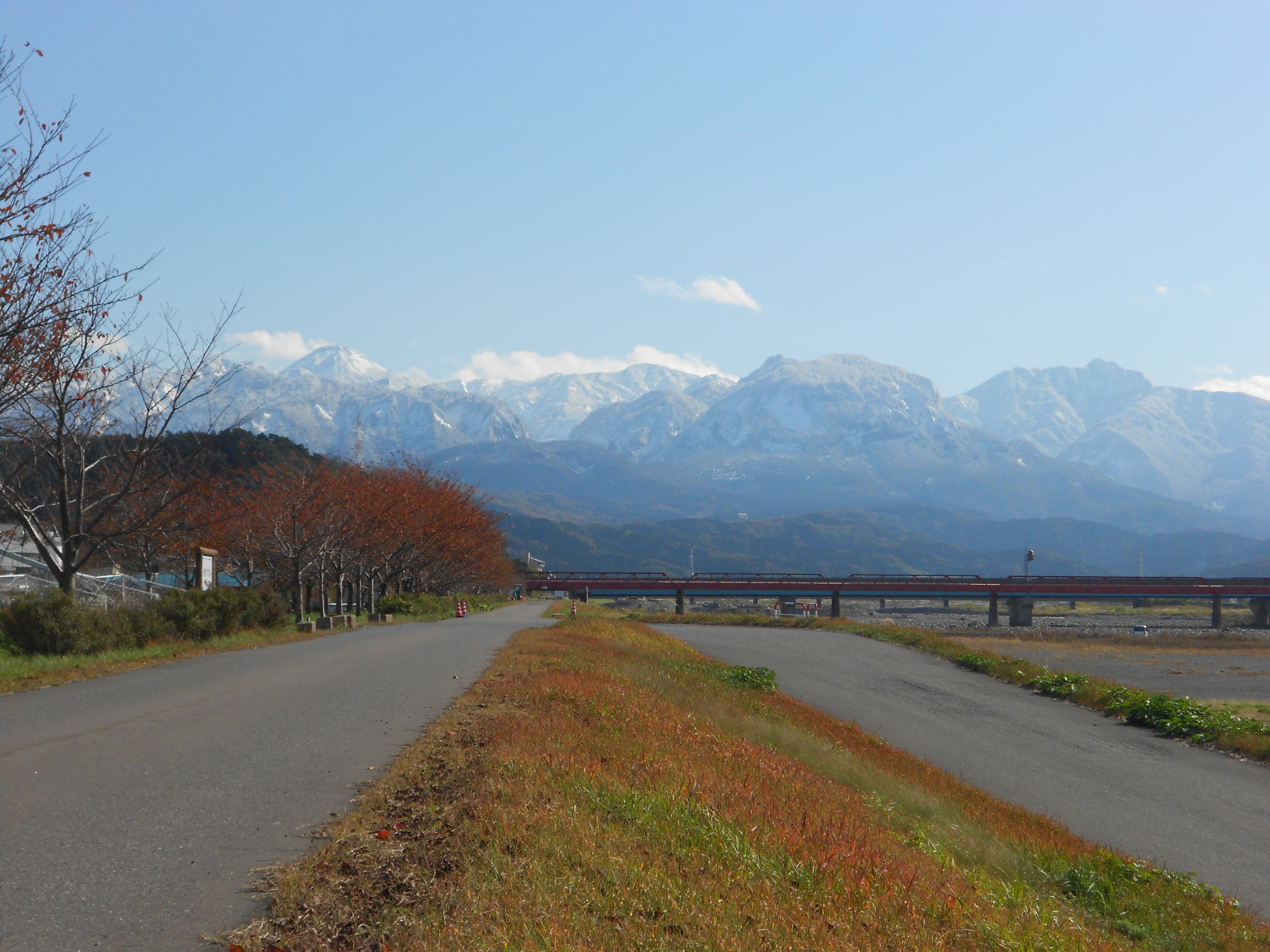
姫川河口付近より望む頸城山塊